# خوان کارلوس کارسدو
خوان کارلوس کارسدو (انگلیسی: Juan Carlos Carcedo؛ زادهٔ ۱۹ اوت ۱۹۷۳) بازیکن فوتبال اهل اسپانیا است.
از باشگاه‌هایی که در آن بازی کرده‌است می‌توان به باشگاه فوتبال اتلتیکو مادرید، باشگاه فوتبال لگانس، باشگاه فوتبال لاس پالماس، باشگاه فوتبال پاری سن ژرمن، باشگاه فوتبال اتلتیکو مادرید بی، و باشگاه فوتبال نیس اشاره کرد.